# Norna Tesserae
Le Norna Tesserae sono una formazione geologica della superficie di Venere.
Prendono il nome dalle norne, figure della mitologia norrena che vivono tra le radici di Yggdrasil, l'albero del mondo.